# واله دل‌آنجلو
واله دل‌آنجلو (به ایتالیایی: Valle dell'Angelo) یک کومونه در ایتالیا است که در استان سالرنو واقع شده‌است. واله دل‌آنجلو ۳۶ کیلومتر مربع مساحت و ۴۰۶ نفر جمعیت دارد و ۶۲۰ متر بالاتر از سطح دریا واقع شده‌است.